# Protentomon thienemanni
Protentomon thienemanni är en urinsektsart som beskrevs av Karl Strenzke 1942. Protentomon thienemanni ingår i släktet Protentomon och familjen Protentomidae. Inga underarter finns listade i Catalogue of Life.